# Myersina papuanus
Myersina papuanus är en fiskart som först beskrevs av Peters, 1877.  Myersina papuanus ingår i släktet Myersina och familjen smörbultsfiskar. Inga underarter finns listade i Catalogue of Life.